# Джанаталап
 Джанаталап  (каз. ақшыл бағыт — светлое направление) — поселок входящий в состав городского округа города Орска.

## Географическое положение
Поселок расположен на степной местности, чуть южнее реки Урал, и не входит в пограничную зону.

## История
Поселок сформировался в начале XX века из казахских аулов. В 1930-е годы здесь был создан колхоз "Мирный". В1950-е годы - совхоз "Мирный". В 1950 - 70-е годы сформировался совхоз "Заречный". В состав города вошел в 1990-х годах.  Название в переводе с казахского значит "Новое стремление"

## Инфраструктура
Поселок делится на нижний и верхний район. В состав поселка входит 12 улиц и 1 переулок. К поселку ведет единственная асфальтовая дорога. Проведены газо- и трубопровод. С городом поселок связан автобусным сообщением. В 2006 году открыто отделение № 16 "Почта России". Также в поселке имеется Электрическая подстанция.

## Экономическая и социальная сфера

### Экономика
С 1990 по настоящее время  в поселке работает колбасный цех ООО "Лидер". .

### Культура
В поселке действует средняя школа № 5,детский сад №92 "Ромашка"

## Список улиц поселка Джанаталап
- ул. Горная
- ул. Кобозева
- ул. Нагорная
- ул. Орская
- ул. Строителей
- ул. Теплая
- ул. Тепличная
- ул. Целиноградская
- ул. Юго-Западная
- ул. Южная
- пер. Теплый